# Araneus pallasi
Araneus pallasi là một loài nhện trong họ Araneidae.
Loài này thuộc chi Araneus. Araneus pallasi được Tord Tamerlan Teodor Thorell miêu tả năm 1875.